# Thalassoma sanctaehelenae
Thalassoma sanctaehelenae är en fiskart som först beskrevs av Valenciennes, 1839.  Thalassoma sanctaehelenae ingår i släktet Thalassoma och familjen läppfiskar. IUCN kategoriserar arten globalt som otillräckligt studerad. Inga underarter finns listade i Catalogue of Life.